# Samuel Calvin (Politiker)

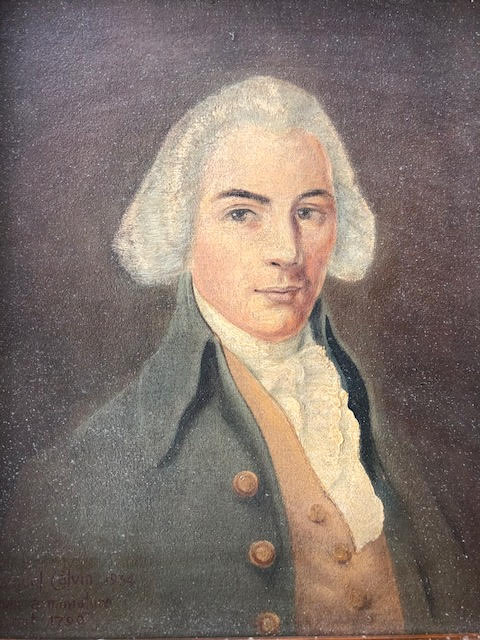
Samuel Calvin

Samuel Calvin (* 30. Juli 1811 in Washingtonville, Montour County, Pennsylvania; † 12. März 1890 in Hollidaysburg, Pennsylvania) war ein US-amerikanischer Politiker. Zwischen 1849 und 1851 vertrat er den Bundesstaat Pennsylvania im US-Repräsentantenhaus.

## Werdegang
Samuel Calvin besuchte die öffentlichen Schulen seiner Heimat und die Milton Academy. Nach einem anschließenden Jurastudium und seiner 1836 erfolgten Zulassung als Rechtsanwalt begann er in Hollidaysburg in diesem Beruf zu arbeiten. In dieser Stadt saß er über 30 Jahre lang im Schulausschuss. Politisch schloss er sich der Whig Party an.
Bei den Kongresswahlen des Jahres 1848 wurde Calvin im 17. Wahlbezirk von Pennsylvania in das US-Repräsentantenhaus in Washington, D.C. gewählt, wo er am 4. März 1849 die Nachfolge von John Blanchard antrat. Da er im Jahr 1850 auf eine weitere Kandidatur verzichtete, konnte er bis zum 3. März 1851 nur eine Legislaturperiode im Kongress absolvieren. Diese war von den Diskussionen um die Frage der Sklaverei bestimmt. In diesem Zusammenhang wurde der von Henry Clay eingebrachte Kompromiss von 1850 verabschiedet.
Nach dem Ende seiner Zeit im US-Repräsentantenhaus praktizierte Samuel Calvin wieder als Anwalt. Er wurde Mitglied der staatlichen Steuerkommission (State Revenue Board). Im Jahr 1873 nahm er als Delegierter an einem Verfassungskonvent seines Staates teil. Er starb am 12. März 1890 in Hollidaysburg, wo er auch beigesetzt wurde.